# Leisten

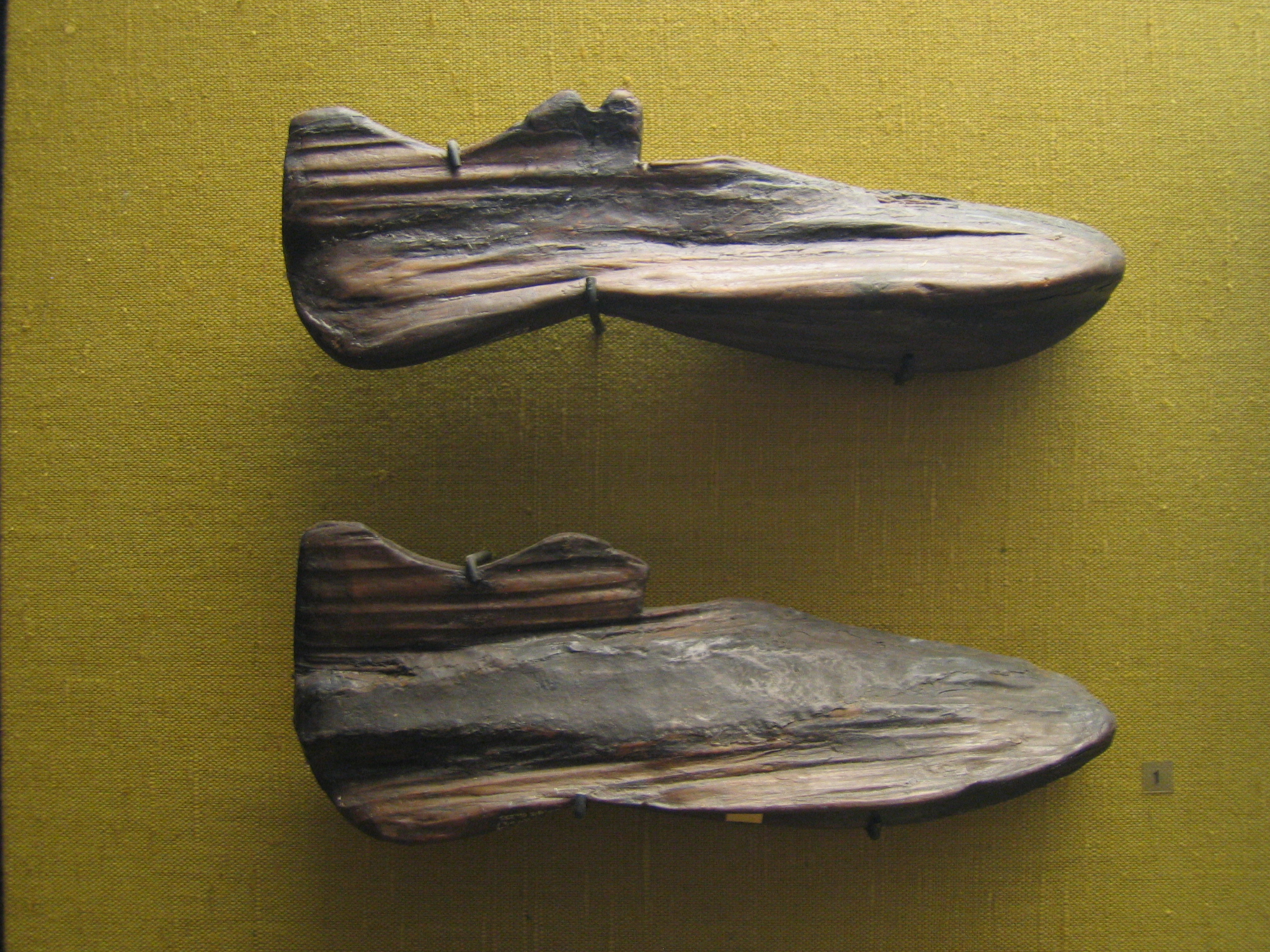
Alamannische Schuhleisten aus dem Gräberfeld von Oberflacht (7. Jahrhundert)

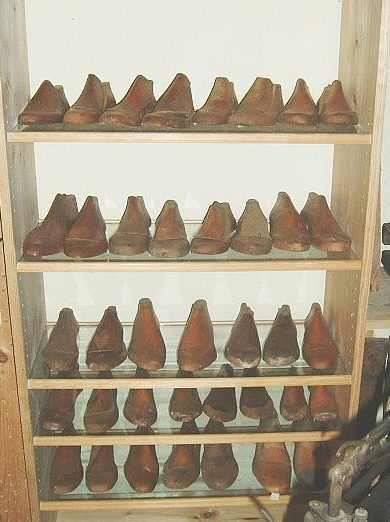
Leisten verschiedener Größen und Formen

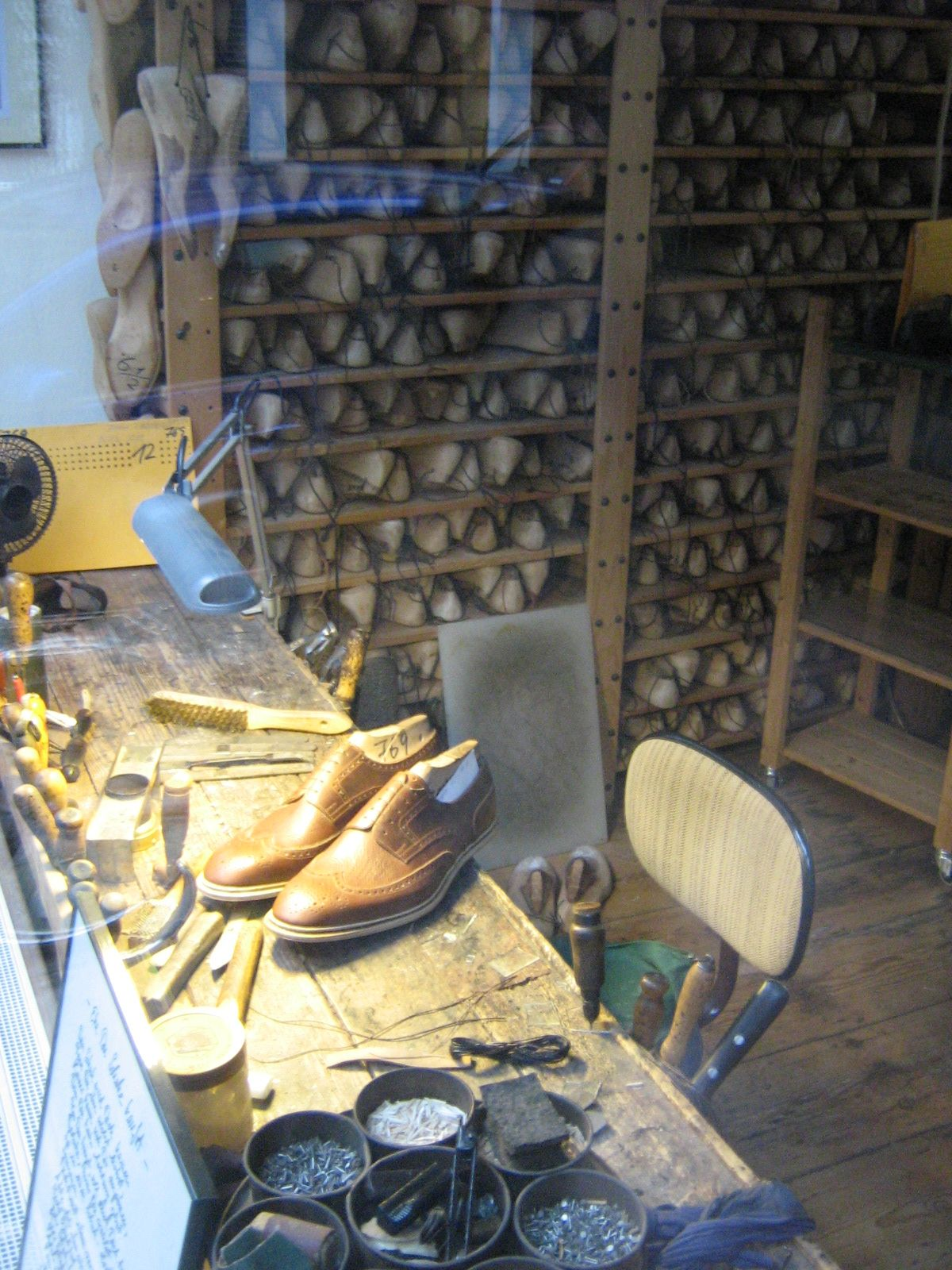
Schuhmacherwerkstatt in Hamburg, im Hintergrund das Regal mit Leisten

Der Leisten ist ein Formstück aus Holz, Kunststoff oder Metall, das der Form eines Fußes nachempfunden ist und zum Bau eines Schuhs verwendet wird. Das Wort, das ursprünglich Spur und Fußabdruck bedeutete, ist verwandt mit dem Verbum leisten (schaffen), nicht aber mit Leiste. Handwerker, welche Leisten herstellten, wurden als Leistenschneider bezeichnet.

## Formbedeutung, Funktion, Typen
Vor der Serienfertigung eines neuen Schuhs wird der Leisten zunächst nach zweidimensionalen so genannten Formschablonen (auf Papierblättern) aus Holz angefertigt. Ein solches Holzmodell dient auch für die Serienfertigung von Schuhen als Kopiergrundlage für die in der Massenproduktion verwendeten Leisten aus Kunststoff und auch als Grundlage für die Gradierung in andere Schuhlängen und -weiten.
Der Schuh (genauer das Schuhoberteil, in der Fachsprache „Schaft“ genannt) erhält durch den Leisten seine endgültige Form. Somit ist der Leisten  einerseits ein vereinfachtes Abbild des Fußes und für die Passform verantwortlich, bietet zugleich aber Gestaltungsmöglichkeiten, die auf das Design des Schuhs abheben. So kann beispielsweise die Schuhspitze stark variieren, vorausgesetzt, dass der Bereich der Schuhspitze, in dem die Zehen sich befinden, den anatomischen Gegebenheiten (in der Höhe, Breite und Länge) Rechnung trägt. Beim Wechsel der Schuhmode wechseln folglich auch die bevorzugten Leistenformen, besonders die Leistenspitzen sind sehr variabel. Die Leistenform legt mit der so genannten Absatzsprengung auch die spätere Absatzhöhe des Schuhs fest. 
Der Oberlederschnitt des Schuhmodells und der Leisten müssen aufeinander abgestimmt werden, denn der Schuh wird um den Leisten herum gebaut: Erst wird die Innensohle (Brandsohle) des Schuhs unter dem Leisten befestigt, dann das Schuhoberteil (Schaft) über den Leisten gezogen („gezwickt“) und an der Innensohle befestigt, bevor die eigentliche Laufsohle angebracht wird. Insofern ist der Leisten die maßgebliche Form, um dem Schuh sein späteres Aussehen zu geben. 
Die Leisten werden nach Abschluss dieser Arbeiten aus dem geformten Schuh herausgenommen. Viele Leisten können zu diesem Zweck zerlegt oder geklappt werden. Leisten können mehrfach zur Schuhherstellung verwendet werden.
Man unterscheidet den Leisten für den Konfektionsschuh oder -stiefel von dem des orthopädischen Schuhs und dem des Maßschuhs. Beim Maßschuh und beim orthopädischen Schuh werden die Fußmaße erfasst (Längen, Breiten, Höhen, Umfänge). Der Leisten wird dann gemäß der äußeren Form des Fußes oder, bei Maßstiefeln, auch zum Teil der Form der Wade sorgfältig angeglichen. Dabei wird der Holzleisten, falls nötig, durch Abraspeln und -feilen verkleinert oder durch aufgeklebte Lederauflagen vergrößert. Der orthopädische Schuh oder Stiefel wird nach ärztlicher Verordnung für den betreffenden Patientenfuß individuell durch den Orthopädieschuhmacher angefertigt. Dazu bedarf es eines Gipsmodells und eines speziellen danach geformten Leistens.

## Redewendung
Es gibt im Deutschen die Redewendung: Schuster, bleib bei deinem Leisten. Dieser Ausdruck ist vermutlich die freie Übertragung eines Satzes aus einer von Plinius dem Älteren überlieferten Anekdote über den antiken Maler Apelles, der zu einem Schuster, der neben der von ihm gemalten Sandale auch die Anatomie der dargestellten Person kritisierte, gesagt haben soll: „Was über dem Schuh ist, kann der Schuster nicht beurteilen“. Diese Redensart ist eine Aufforderung, bei dem zu bleiben, was man kann und versteht, und sich nicht zu Dingen zu äußern, von denen man keine hinreichenden (Fach-)Kenntnisse besitzt.